# 佛拉瓦奇
佛拉瓦奇（阿维斯陀语：fravaši）是琐罗亚斯德教的宗教用语。指的是由上帝所设计，类似于自然规律的一种精灵。它代表着上帝所设计的正确生活方式。
据祆教《创世纪》（Bundahishn）所述，上帝在最初的三千年裡，创造了无数的“虚空”和“佛拉瓦奇”。虚空用来分割明暗，保护光明不为黑暗所污染。而佛拉瓦奇则是一种其他宗教都没有的精灵，祂存在于天堂。但会进入任何一种创造物中，促使该创造物按上帝预定的方向运动、发展和演化。如日月的升降、生物的成长，都与佛拉瓦奇有密不可分的关系。

## 佛拉瓦奇与人
在祆教中，人由三部分组成：肉体、灵魂以及佛拉瓦奇。灵魂和佛拉瓦奇先于肉体存在于天堂中。在胚胎形成之时，灵魂首先进入，当婴儿生下时，佛拉瓦奇随后进入肉体，三者合而为一。佛拉瓦奇是个人的精神导师，但选择行善或作恶的权利属於灵魂，佛拉瓦奇不会干涉灵魂的选择。但如果灵魂做岀的决定与佛拉瓦奇所预设的一致，人就成为至善至美的完人。当人死亡时，灵魂和佛拉瓦奇迅速与肉体分离。佛拉瓦奇会以一种纯净的状态回到天堂。而灵魂则要在人死后第三天的清晨，才可以停止游荡。变为男性形象的灵魂会由天使长“Sraosa”接引到审判桥（Chinvat Bridge）的桥头。每个人的灵魂在此将受到守桥天使密特拉“Mithra”的审查。依据该人生前的善恶品行，桥会变得或宽广或细窄。决定是由其本人的佛拉瓦奇（以美女形象示人）带领入天堂还是坠入地狱接受最后审判。